# Jean-Baptiste de La Rose
Pour les articles homonymes, voir La Rose.
Jean-Baptiste de La Rose, né à Marseille en 1612 et mort à Toulon en 1687, est un peintre et dessinateur français, spécialiste de la décoration navale et de peinture de marines.

## Biographie
Le père de Jean-Baptiste de La Rose, natif de Paris, vient s'installer à Marseille où il se marie. D'abord soldat, Jean-Baptiste de La Rose est blessé devant Casal en 1630. 
Il a fait son apprentissage de la peinture dans l'atelier de François Mimault entre le 28 mai 1631 et le 7 décembre 1638.
Il devient peintre et travaille à Toulon à la décoration d'un vaisseau en 1646. En 1660, Mazarin visite son atelier à Marseille et lui commande un grand tableau pour le roi. 
En 1663, il est chargé de la direction de tous les travaux de peinture du port de Toulon avec le titre de maître peintre entretenu. Il peint des tableaux de marine qui lui sont très demandés par les grands seigneurs de la Cour (Beaufort, Colbert, Seignelay, d'Estrées, Tourville, etc.). Ses tableaux étaient très estimés de Charles Le Brun et de François de Troy. Il a influencé le travail de Jean-Joseph Kapeller.
Son fils Pascal de La Rose est aussi un peintre.

## Œuvres dans les collections publiques
- Marseille, musée de la Marine :
  - Le port de La Ciotat en 1664[3] ;
  - Vue du port de Marseille, 1666, englobant le plan Fourmiguier et la totalité du quai de Rive-Neuve, et où l'on constate que le fort Saint-Nicolas est pratiquement achevé avec les branches de ses bastions en étoile dominant désormais les tours de l'abbaye Saint-Victor[4].
- Tatihou, musée maritime : Scène de port méditerranéen[5].
- Versailles, château de Versailles : Le Marquis de Seignelay et le duc de Vivonne visitent la galère Réal dans l'arsenal de Marseille vers 1677[6],[7].

## Galerie

Œuvres de Jean-Baptiste de La Rose
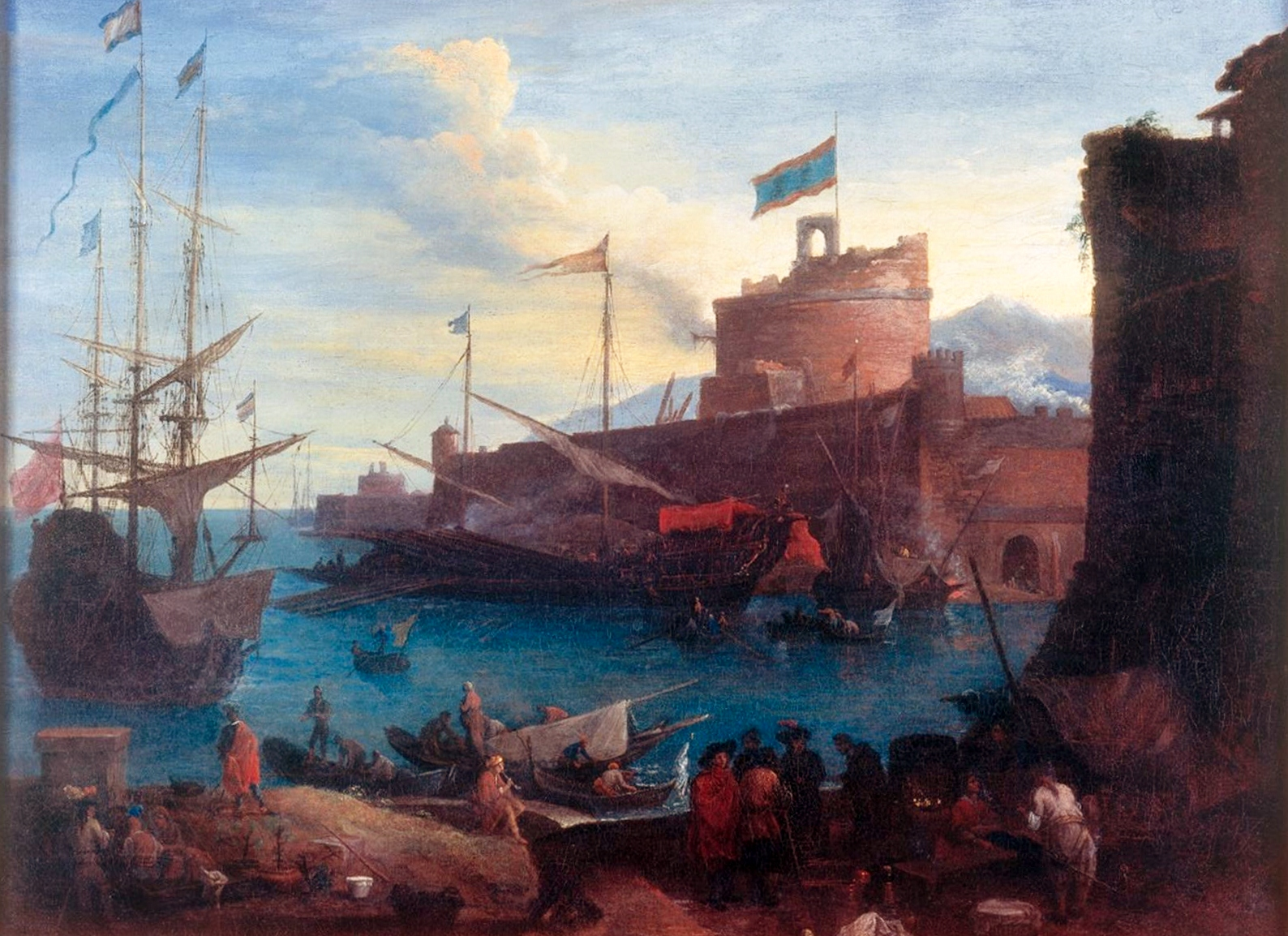
Vue d'un port méditerranéen, musée maritime de l'île Tatihou.
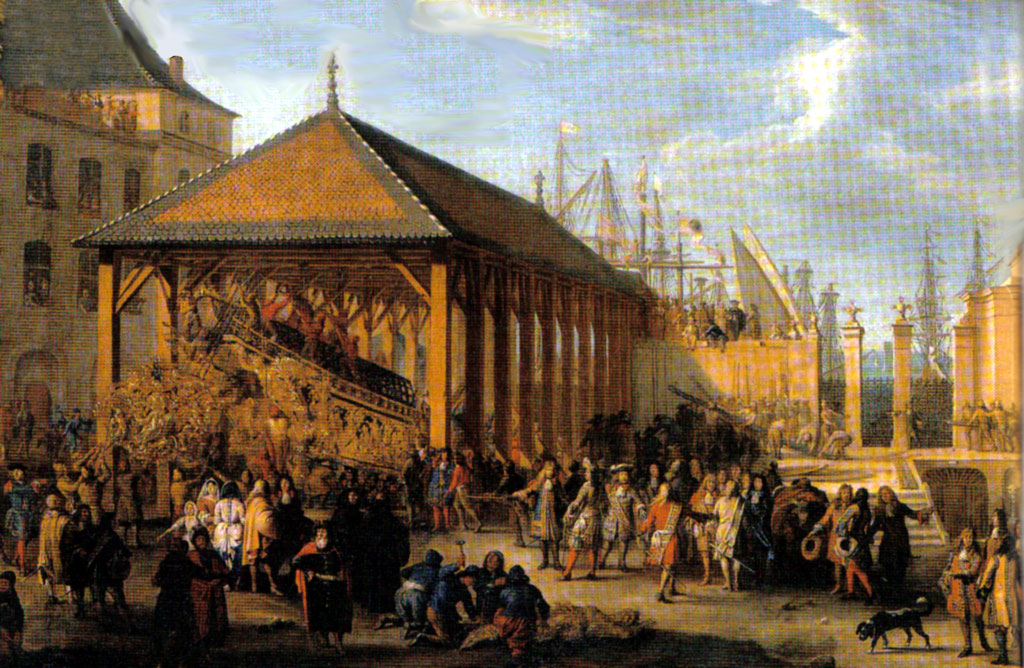
(Attribution) Le Marquis de Seignelay et le duc de Vivonne visitent la galère Réal dans l'arsenal de Marseille vers 1677, château de Versailles.